# Ana Vilela
Ana Carolina Vilela da Costa (Londrina, 6 de febrero de 1998) es una cantante y compositora brasileña. Se hizo conocida internacionalmente después de que su canción Trem Bala se convirtiera en un fenómeno viral en internet, y después de su primera aparición en la televisión nacional durante el programa Caldeirão do Huck, donde Ana cantó en dúo con Luan Santana.

## Biografía
Originaria de Paraná, la cantante estuvo en contacto con la música desde los doce años, donde ya tocaba la guitarra y cantaba. Además de la guitarra, Ana también domina la percusión, ya que fue profesora de niños en un proyecto social en la ciudad de Londrina. Antes del éxito que Trem Bala obtuvo en Brasil en el exterior, Ana Vilela hizo el examen de ingreso a estudiar Letras y dijo en una entrevista que abandonó la segunda fase para actuar en uno de los primeros espectáculos de su carrera. La cantante no esperaba que su canción tuviera tanta repercusión, ya que fue publicada en su canal oficial de YouTube en octubre de 2016 y se volvió viral el mes siguiente, noviembre, debido a la tragedia vivida con el equipo de Chapecoense, Vuelo 2933 de LaMia.
En 2017, Ana vio su vida cambiar por completo debido al éxito de su tema, el cual contó con covers de personalidades como el padre Fábio de Melo, Gisele Bündchen, además de las otras 11 versiones del tema producidas online con remixes, y además al dúo con su ídolo e influencer, Luan Santana. En el mismo año, Ana firmó contrato con el sello SLAP (Som Livre Presente), del sello discográfico «Som Livre», que reeditó el éxito Trem Bala con videoclip oficial, y su primer EP Está Escrito que precede su primer nuevo álbum, con fecha de lanzamiento prevista para 2017.
Curiosamente, el rápido éxito de la canción la llevó a la depresión, ya que comenzó a recibir muchos ataques en línea, especialmente de hombres. En 2020, asustada por los comentarios agresivos, incluso pensó en abandonar su carrera artística. El empresario la convenció para que continuara.

### Vida personal
Ana comenzó a tener una relación con Amanda García en el año 2012. Ambas están casadas desde el 2018.

## Discografía
Álbumes
| Álbum      | Detalles                                                                                        | Certificaciones          |
| ---------- | ----------------------------------------------------------------------------------------------- | ------------------------ |
| Ana Vilela | - Lanzamiento: 20 de octubre de 2017 - Formatos: CD, Descarga digital - Discográfica: Som Livre | - Certificación: Platina |
| Contato    | - Lanzamiento: 23 de agosto de 2019 - Formatos: CD, descarga digital - Discográfica: Som Livre  |                          |

Sencillos
| Año  | Título            | Certificaciones           | Álbum                  |
| ---- | ----------------- | ------------------------- | ---------------------- |
| 2016 | Trem Bala         | - Certificación: Diamante | Ana Vilela             |
| 2017 | Promete           | - Certificación: Platina  | Ana Vilela             |
| 2018 | Aindas            | - Certificación: Platina  | Ana Vilela Sessions    |
| 2018 | Que Sorte A Nossa | - Certificación: Oro      | Canta o Novo Sertanejo |
| 2020 | Amanhã (ft. Raae) |                           |                        |

Extended play (EP)
- Está Escrito[10] (2017)

## Premios y nominaciones
| Año  | Premio                    | Categoría                                             | Nominación | Resultado |
| ---- | ------------------------- | ----------------------------------------------------- | ---------- | --------- |
| 2017 | "Meus Prêmios Nick 2017"  | "Hit do Ano do Brasil"                                | Trem Bala  | Nominada  |
| 2017 | "Melhores do Ano de 2017" | "Música do Ano"                                       | Trem Bala  | Nominada  |
| 2017 | "Prêmio F5"               | "Hit do Ano"                                          | Trem Bala  | Pendiente |
| 2018 | "Troféu Internet"         | "Revelação do Ano"                                    | Trem Bala  | Pendiente |
| 2018 | Grammy Latino             | "Melhor Álbum Pop Contemporâneo em Língua Portuguesa" | Ana Vilela | Pendiente |